# Guillem August Tell i Lafont
Guillem August Tell i Lafont   (Barcelona, 16 de desembre de 1861 - Barcelona, 6 d'agost de 1929) va ser un advocat, notari i poeta català.

## Biografia
Era fill de Carles Guillem Tell i Sala, advocat, i d'Ernesta Lafont i Banús, ambdós de Barcelona. El 1881 es llicencià en dret a Barcelona. El 1890 guanyà les oposicions a notari a la vila de Gràcia i el 1895 les de Barcelona. El 4 d'abril de 1894 es casà amb Teresa Novellas i de Molins (1873-1947), de 20 anys d'edat. Presidí l'Acadèmia de Jurisprudència i Legislació (1912-1914) i fou degà del Col·legi Notarial de Barcelona (1917-19). L'any 1900 va ser proclamat Mestre en Gai Saber, en guanyar tres premis ordinaris dels Jocs Florals.

## Obra
Publicà nombroses obres jurídiques. Com a poeta, conreà la poesia intimista (especialment sonets, madrigals, odes). Se'l considera un dels membres destacats del classicisme i parnassianisme de principis de segle. Col·laborà a revistes com La Campana de Gràcia (1875), Quatre Gats, Semanario de Mataró (1883) i Catalunya (1903).
| «                                                                   | De l'any 1894, que hi obtingué un primer accèssit, fins al 1900, que guanyava la Flor Natural, el seu nom i els seus versos apareixien contínuament als volums dels Jocs Florals de Barcelona. Aquell primer any, el Secretari, que era en Manuel Rocamora, lloà la poesia La mort de la nina significant "la novetat de l'assumpte i la manera de tractar-lo, la delicadesa de les idees i la distinció en la manera d'expressar-les". L'any següent, que obtingué la Viola amb el poema La Salve a Montserrat, li lloaven "la nova manera amb què tracta una idea tan desconeguda com estimada, i per sa forma exuberant, majestuosa i correcta". L'any 97, que tingué la Viola en Francesc Matheu, li corresponia un, Boira, és un sonet entre els primers que els Jocs acolliren) i que segons el Secretari, que era en Pelegrí Casades, "dona una impressió justa i nova". "L'any 1898 rep un accèssit a la Flor natural i un altre a la Viola, lloats no pas menys pel sentiment i la tendresa, i per la forma, que esdevé una característica de l'autor, avançant-se cap a nous corrents. "Així l'any 99, peoner també entre els grans poemes de les muntanyes que esdevindran famosos, obté l'Englantina amb la composició L'Hivern a Núria, i el Secretari, Claudi Planas i Font, torna a lloar "les belleses d'una forma cisellada i l'aire de misteri que envolta els grans cims emboirats i on (...) potser perquè són tan llunyans i emboirats, les llegendes hi planen majestuoses". Era l'any històric per la presidència del bisbe Torras i Bages i l'aparició del joveníssim Josep Carner, el qual rebia un dels quatre accèssits, adjudicats expressament sense prelació de mèrits, a Anicet de Pagès i de Puig, Manuel Folch i Torres i Guillem August Tell i Lafont. "L'any vinent culminaria l'ascensió: la Flor Natural per un Enfilall, precisament de sonets. En Sebastià Trullol i Plana, fent de secretari, els qualifica com "una col·leccioneta de sonets que revelen en son autor un cultura i un bon gust que no sovinteja pas, i per sobre d'això una delicadesa i un aticisme de pensament encantadors. És galanament cisellada, i encara que tal vegada hi hagi motejar d'un xic exòtica, per la forma de sonet adoptada per l'autor, pot ben dir-se que la forma és l'adjectiu de la idea i que si aquesta es presenta amb l'ingeni i la delicadesa amb què es presenta en dita composició, aquesta tara de l'exotisme és inapreciable". | » |
| — Del Pròleg d'Oswald Cardona a la segona edició del llibre Poesies | |   |

Obra jurídica
- Notas sobre la teoría de los estatutos en la antigua jurisprudencia catalana (1887)
- Enfiteusi (1912)
- El Registro de la Propiedad en Egipto en la época romana (1914)
- Un siglo de escuela histórica (1914)
- Comentarios al movimiento feminista (1915)

Poesia
- Poesies (1929), publicat pòstumament

Obres presentades als Jocs Florals de Barcelona
- La mort de la nina (1894), accèssit a premi
- La Salve a Montserrat (1895), premi de la Viola d'or i d'argent
- Nit (1897), accèssit a premi
- La mort de les flors (1898), accèssit a premi
- Ogival (1898), accèssit a premi
- En lloc sagrat (1899), accèssit a la Viola d'or i d'argent
- L'Hivern a Núria (1899), premi de l'Englantina d'or[6]
- Enfilall (1900), premi de la Flor Natural[7]
- Porcellanes velles (1921), accèssit al Premi del Consistori. Presentat anònimament[8]